# کنترل مقاوم
تئوری کنترل مدرن بر اساس تحلیل زمانی سیستم‌های معادلات دیفرانسیلی بنا نهاده شده‌است. اما پایداری این نوع از سیستم‌ها، حساس به خطاهای بین سیستم حقیقی و مدل آن می‌باشد که این خود موجب ناپایداری می‌شود. برای حل این مشکل از کنترل سیستمی استفاده می‌شود که از ابتدا خطاهای ممکن را در نظر گیرد و در این صورت حتی اگر خطایی در دامنهٔ پیش‌بینی شده رخ دهد باز هم سیستم پایدار باقی می‌ماند. به این نوع از طراحی که از این روش بهره می‌گیرد تئوری کنترل مقاوم گویند. این تئوری با ادغام روش واکنش فرکانسی و دامنهٔ زمانی به وجود می‌آید و معمولاً به دلیل ریاضیات بسیار پیچیدهٔ آن، در دوران تحصیلات تکمیلی مورد مطالعه قرار می‌گیرد.
یکی از مسائلی که در مهندسی کنترل وجود دارد عدم قطعیت است. عدم قطعیت می‌تواند هم در مدل و هم در اندازه‌گیری وجود داشته باشد. حضور این موارد در سیستم‌های کنترل باعث می‌شود تا اهداف کنترلی آن چنان‌که باید تحقق پیدا نکند.
کنترل مقاوم تلاشی است که برای از پیش رو برداشتن این مشکل انجام می‌شود. در واقع کنترل مقاوم، کنترل در حضور عدم قطعیت‌ها است به طوری که رفتار و عملکرد سیستم در تمام حالت‌های ممکن قابل قبول باشد یک از مسائل حساس و مهم در هنگام رویارویی با موضوع عدم قطعیت پایداری سیستم کنترل است. حفظ پایداری در حضور عدم قطعیت‌ها یکی از چالش‌ها اصلی کنترل مقاوم است.

## رویکرد
در حالت کلی دو رویکرد به کنترل مقاوم وجود دارد:
1. کنترل مقاوم سنتی: این رویکرد به دهه ۱۹۸۰ میلادی بر می‌گردد و نامعینی‌های سیستم و اغتشاش خارجی را در حوزه فرکانس مورد بررسی قرار داده و اثر آنها را بر روی سیستم کم می‌کند.[۲]
2. کنترل مقاوم با استفاده از ابزار نامساوی ماتریسی خطی: از اواخر دهه ۱۹۹۰ میلادی با توسعه روشهای مؤثر برای حل نامساوی‌های ماتریسی خطی بسیاری از روشهای کنترلی به گونه ای فرمولبندی شدند که بتوان از نامساوی‌های ماتریسی خطی برای طراحی استفاده کرد. در سالهای اخیر از نامساوی‌های ماتریسی خطی برای کنترل مقاوم سیستمهای دینامیکی به وفور استفاده شده‌است و به خاطر روشهای قدرتمند حل نامساویها و همچنین انعطاف قابل ملاحظه آنها، کاربرد آنها در کنترل مقاوم روز به روز در حال گسترش است.[۳]